# Comunità Montana Monti Lepini e Ausoni
Die XIII Comunità Montana Monti Lepini e Ausoni ist eine Vereinigung von insgesamt 12 Gemeinden in der italienischen Provinz Frosinone. Sie wurde von den in der Regel recht kleinen Gemeinden, die zumindest teilweise in Bergregionen liegen, gebildet, um die wirtschaftliche Entwicklung der Region zu stärken. Weitere Aufgaben sind die Stärkung des Tourismus, des Naturschutzes und die Erhaltung der ländlichen Kultur und der historischen Stätten.
Eine Vereinigung mit der XVIII Comunità Montana Monti Lepini, Area Romana zur Compagnia dei Lepini war im Jahre 2008 in Planung.
Das Gebiet der Comunità Montana umfasst den Teil der Monti Lepini und der Monti Ausoni, der in der Provinz Latina liegt.
Die Comunità umfasst folgende Gemeinden:
- Bassiano
- Cori
- Maenza
- Norma
- Priverno
- Prossedi
- Rocca Massima
- Roccagorga
- Roccasecca dei Volsci
- Sermoneta
- Sezze
- Sonnino

## Weblink
- Compagnia dei Lepini (italienisch)